# Ampelisca tilpa
Ampelisca tilpa är en kräftdjursart. Ampelisca tilpa ingår i släktet Ampelisca och familjen Ampeliscidae. Inga underarter finns listade i Catalogue of Life.